# John Glascock
John Glascock (Islington, 2 maggio 1951 – Londra, 17 novembre 1979) è stato un bassista britannico, componente dello storico gruppo progressive dei Jethro Tull dal 1975 al 1979, anno della sua morte, causata da un difetto cardiaco.

## Carriera musicale
Caratterizzato dalla sua voce melodica, e dal suo basso imponente e vigoroso, John inizia ufficialmente  la sua carriera a sedici anni, esibendosi come cantante. Dopodiché suona nei The Gods (con  i futuri Uriah Heep Lee Kerslake), nei Chicken Shack e nei Carmen. Fu dopo lo scioglimento dell'ultimo gruppo, nel 1975, che John entrò nei Jethro Tull in sostituzione di Jeffrey Hammond, il quale aveva abbandonato per dedicarsi alla pittura. Glascock ha suonato in cinque album del gruppo (Too Old to Rock 'n' Roll: Too Young to Die!, Songs from the Wood, Heavy Horses, Bursting Out e Stormwatch) prima della sua prematura morte.
Le prime serie avvisaglie dei suoi problemi cardiaci sorsero durante il tour europeo di Heavy Horses, nel 1978, e fu così momentaneamente sostituito dal bassista Tony Williams per l'imminente tour che seguiva l'uscita dell'album. Si scoprì che un'infezione ad un dente aveva colpito il cuore, danneggiando una valvola già debole, condizione ereditata alla nascita dal padre. Fu necessario un intervento per rimpiazzare la valvola danneggiata ma Glascock non si riprese mai completamente. Anzi, le condizioni peggiorarono notevolmente durante le registrazioni dell'album Stormwatch (nel quale è presente in solo tre tracce; nelle altre è lo stesso Anderson a suonare) e questo causò il suo definitivo abbandono. Fu rimpiazzato da Dave Pegg e il 17 novembre 1979, a soli 28 anni, morì a causa di un rigetto della nuova valvola.

## Discografia

### Con i The Juniors

#### Singoli
1. There's a Pretty Girl/Pocketsize (1962, Decca)

### Con i The Gods

#### LP
1. Genesis (1968, Columbia)
2. To Samuel, a Son (1970, Columbia)

#### Singoli
1. Baby's Rich/Somewhere in the Street (1968, Columbia)
2. Hey Bulldog/Real Love Guaranteed (1968, Columbia)
3. Maria/Long Time, Bad Time, Sad Time (1970, Columbia)

### Con i Toe Fat

#### LP
1. Toe Fat (1970, Motown)
2. Toe Fat II (1971, Motown)

### Con i Chicken Shack

#### LP
1. Imagination Lady (1972, Deram)

### Con i Carmen

#### LP
1. Fandangos in Space (1973, Airmail)
2. Dancing on a Cold Wind (1974, Airmail)
3. The Gypsies (1975, Mercury)

### Con i Jethro Tull

#### LP
1. Too Old to Rock 'n' Roll: Too Young to Die! (1976, Chrysalis)
2. Songs from the Wood (1977, Chrysalis)
3. Heavy Horses (1978, Chrysalis)
4. Stormwatch (1979, Chrysalis)

#### Live
1. Bursting Out (1978, Chrysalis)